# Cité du Rendez-Vous
Cité du Rendez-Vous är en återvändsgata i Quartier du Bel-Air i Paris tolfte arrondissement. Cité du Rendez-Vous börjar vid Rue du Rendez-Vous 20.

## Omgivningar
- Immaculée-Conception
- Cité Debergue
- Impasse Vassou
- Impasse Canart

## Bilder
| - Cité du Rendez-Vous. - Gatuskylt. - Immaculée-Conception. |

## Kommunikationer
- Tunnelbana – linjerna   – Picpus
- Busshållplats Picpus – Paris bussnät

### Webbkällor
- ”Cité du Rendez-Vous”. Mairie de Paris. https://web.archive.org/web/20150910065618/http://www.v2asp.paris.fr/commun/v2asp/v2/nomenclature_voies/Voieactu/8121.nom.htm. Läst 14 december 2023.
- ”Cité du Rendez-Vous (12ème arrondissement)”. Les rues de Paris. https://web.archive.org/web/20160409065811/http://www.parisrues.com/rues12/paris-12-cite-du-rendez-vous.html. Läst 14 december 2023.